# キム・カーンズ
キム・カーンズ（Kim Carnes、1945年7月20日 - ）は、アメリカ合衆国の歌手。「ベティ・デイビスの瞳（Bette Davis Eyes）」のヒットで知られる。

## 来歴
ロサンゼルス出身。父親は弁護士で、母親は病院の理事を務めていた。幼少時、隣人にデヴィッド・リンドレーがいた。1963年、サンマリノ高校を卒業。
1966年にフォークグループのニュー・クリスティ・ミンストレルズのメンバーとしてデビュー。デイヴ・エリングソンとともに、キム&デイヴ名義で歌った「ノーボディー・ノウズ (Nobody Knows)」が1971年の映画『バニシング・ポイント』でエンディングの曲として採用される。
1971年、アルバム『Rest on Me』でソロ・デビュー。セールス的にはさほど恵まれなかったが、独特のハスキーボイスに特徴があり、安定的な活動を続ける。ようやく1980年に「モア・ラブ (More Love)」、ケニー・ロジャースとのデュエット曲「荒野に消えた愛 (Don't Fall In Love With A Dreamer)」がヒットした。
1981年、ジャッキー・デシャノンの「ベティ・デイビスの瞳」をカバーし全米で9週1位という記録的な大ヒットとなった。世界各国のチャートでも1位を獲得。グラミー賞の最優秀楽曲賞、最優秀レコード賞を受賞した。同曲を収録したアルバム『私の中のドラマ（Mistaken Identity）』もアメリカ、フランス、ニュージーランド、ノルウェーなどで1位を記録した。日本でもホンダ・タクト（スクーター・初代）のテレビCM曲に採用されている。

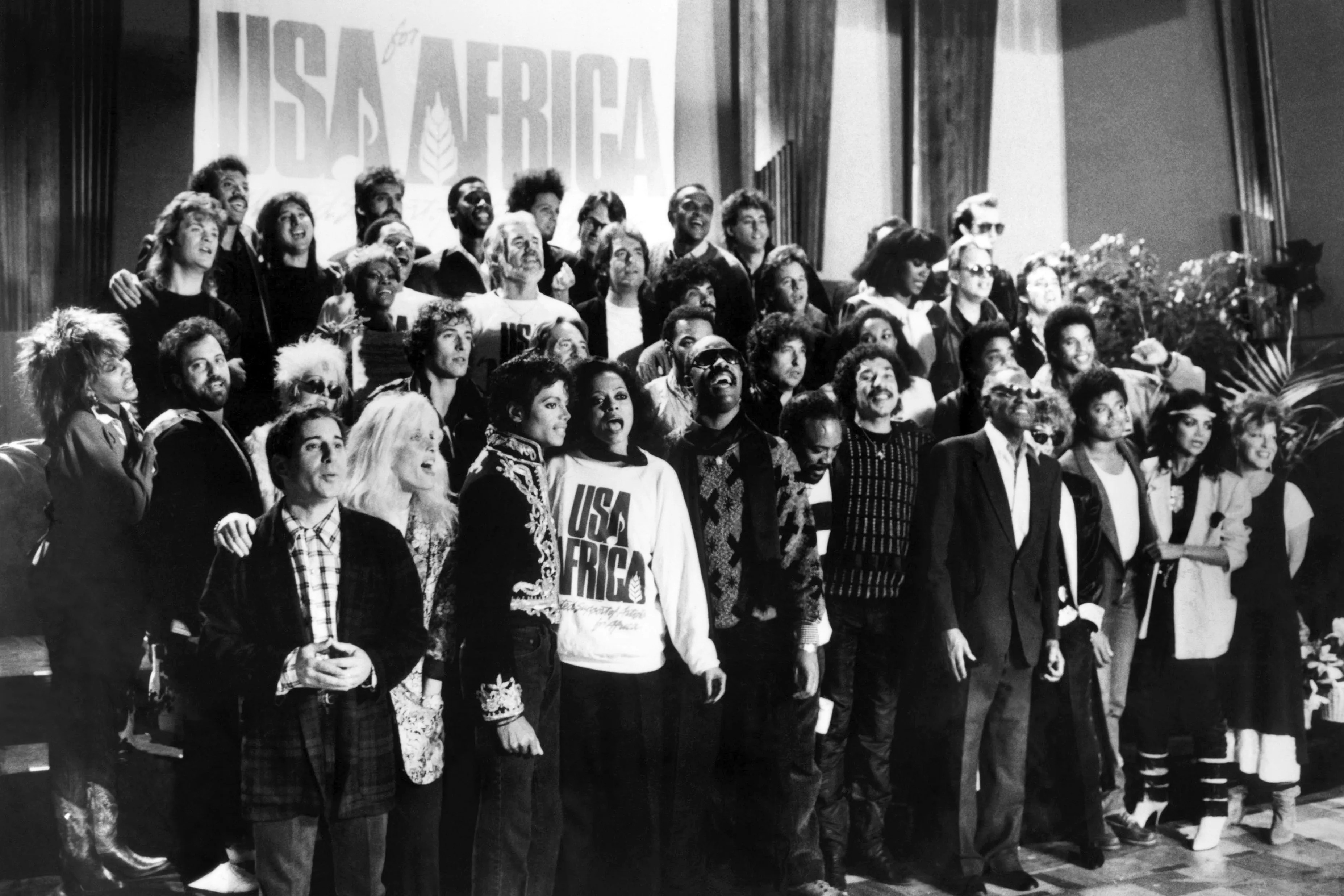
USAフォー・アフリカにてウィ・アー・ザ・ワールドを歌う

1985年にはUSAフォー・アフリカに参加し、「ウィ・アー・ザ・ワールド」のブリッジ部分でリードボーカルをとった。

## ディスコグラフィ

### スタジオ・アルバム
- Rest on Me (1971年、Amos)
- 『キム・カーンズ』 - Kim Carnes (1975年、A&M)
- 『愛の予感』 - Sailin' (1976年、A&M)
- 『ひとりごと』 - St. Vincent's Court (1979年、EMI America)
- 『ロマンス・ダンス』 - Romance Dance (1980年、EMI America)
- 『私の中のドラマ』 - Mistaken Identity (1981年、EMI America)
- 『愛と幻の世界』 - Voyeur (1982年、EMI America)
- 『カフェ・レーサー』 - Café Racers (1983年、EMI America)
- 『夜空のランデヴー』 - Barking at Airplanes (1985年、EMI America)
- 『ライトハウス』 - Light House (1986年、EMI America)
- 『情景』 - View from the House (1988年、MCA)
- 『愛のゴースト』 - Checkin' Out the Ghosts (1991年、Zebrazone)
- Chasin' Wild Trains (2004年、Sparky Dawg)

### ライブ・アルバム
- Live at Savoy, 1981 (1998年、King Biscuit Flower Hour)

### コンピレーション・アルバム
- 『ザ・ベスト・オヴ・ユー』 - The Best of You (1982年、A&M)
- 『ベスト・オブ・キム・カーンズ』 - The Best Of Kim Carnes (1982年、EMI)
- The Classic Collection (1987年、J&B)
- 『ジプシー・ハネムーン〜ザ・ベスト・オブ・キム・カーンズ』 - Gypsy Honeymoon: The Best of Kim Carnes (1993年、Capitol)
- To Love Somebody (1996年、Razamataz/MasterTone)
- The Best of Kim Carnes (2005年、EMI)
- Essential (2011年、EMI)